# 林茂 (実業家)
林 茂（はやし しげる、1947年8月15日 - ）は、日本の実業家。住友ベークライト代表取締役社長を経て、同社代表取締役会長。元合成樹脂工業協会会長。

## 経歴･人物
和歌山県出身。1970年大阪市立大学経済学部卒業、1970年住友ベークライト入社。硬化性材料部長、宇都宮工場業務部長、大阪支店成形材料部長、成形材料営業本部長、機能性成形材料営業本部長を経て、2000年取締役に昇格。2004年常務取締役。2006年取締役専務執行役員。2008年代表取締役副社長。2010年から代表取締役社長を務め、事業再編や顧客満足度最優先経営を進めた。2018年代表取締役会長、グリーンケミカルズ代表取締役。日経ビジネス「社長の発信力ランキング」で「発信力ゼロ社長」とされ、マスコミからの取材を受けていないことが話題となり、逆に取材が殺到するなど話題となった。元合成樹脂工業協会会長。